# Combrit
Combrit är en kommun i departementet Finistère i regionen Bretagne i västra Frankrike. Kommunen ligger i kantonen Pont-l'Abbé som tillhör arrondissementet Quimper. År 2022 hade Combrit 4 271 invånare.

## Befolkningsutveckling
Antalet invånare i kommunen Combrit
Referens:INSEE